# Замок Баймаунт

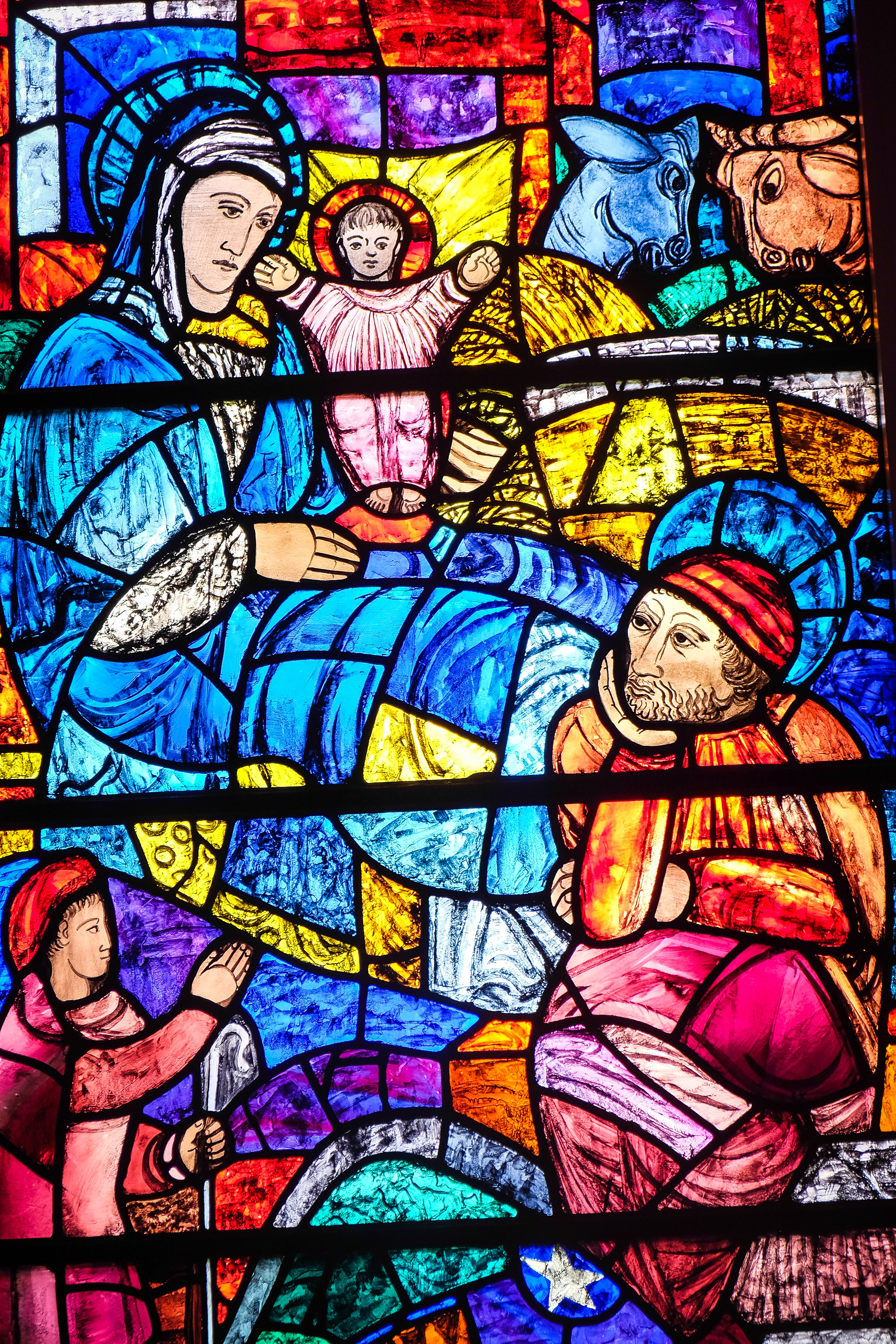
Вітраж «Різдво Христове»

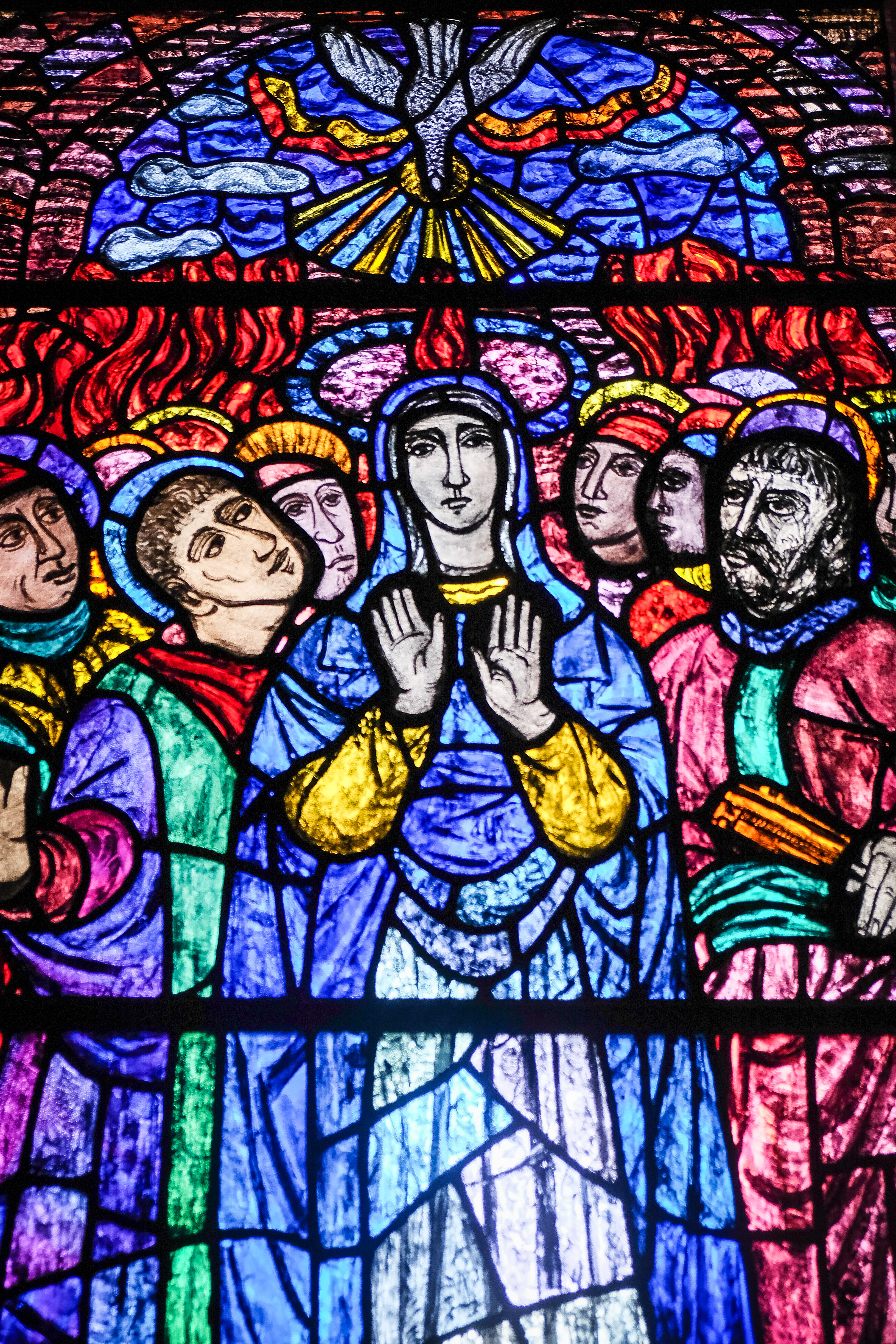
Вітраж «П'ятидесятниця»

Замок Манреса-хаус (англ. Manresa House castle, Granby Hall, Baymount Castle) — він же: Грендбі-холл, Баймаунт — один із замків Ірландії, розташований в графстві Дублін. Нині цей замок належить Товариству Ісуса (ордену єзуїтів, римо-католицька церква). Замок стоїть біля парку Сент-Енн в районі Доллімаунт, в Клонтарфі, що нині є частиною Дубліна. У ХІХ столітті замок був власністю Роберта Воррена та Артура Гіннеса. Замок є пам'яткою історії та архітектури і охороняється державою.

## Історія замку Манреса-хаус
Нині замок Манреса-хаус є прекрасним будинком, окрасою міста. Протягом своєї історії замок змінив багато назв та багато власників. Спочатку замок був відомий як Грендбі-холл, потім замок Баймаунт. Власники замку володіли 17 акрами землі навколо замку. До 1783 року замок був резиденцією єпископа Дауна і Коннора преподобного Джеймса Трейла. У 1838 році замок був реконструйований Робертом Ворреном. Незабаром після цього замок став власністю сестри Лорето, яка використовувала його як школу. У 1851 році він був реконструйований сестрами Лорето, бо замок був серйозно пошкоджений під час пожежі в тому ж році.
У 1898 році сестри Лорето продали замок Артуру Гіннесу — І барону Арділауну і переїхали в Балбрігган. Приблизно з 1914 по 1936 рік замок був використаний як школа під назвою Баймаунт, потім замок був тоді придбаний Джоном Гвінном, людиною з відомої родини Гвінн. До цієї родини належали такі відомі письменники як Стівен Гвінн та Едварда Гвінн.
У 1948 році архієпископ Дубліна Джон Чарльз МакКвейд попросив орден єзуїтів створити духовний центр в районі Доллімаунт. Орден єзуїтів купив замок Баймаунт. Орден перейменував замок в Манреса-хаус на честь Манреси в Каталонії, Іспанія, де Ігнатій Лойола — засновник ордену єзуїтів отримав багато духовного досвіду, які сприяли розробці його релігійних концепцій.
Центр проводить різноманітні релігійні заходи, семінари, а також 30-денну духовну аскезу.
В овальній кімнаті для медитації та молитви є набір вітражів, розроблених художником Еві Хоун. Вони були встановлені в 1990-х роках.